# Ohio (Nueva York)
Ohio es un pueblo ubicado en el condado de Herkimer en el estado estadounidense de Nueva York. En el año 2000 tenía una población de 922 habitantes y una densidad poblacional de 1.2 personas por km².

## Geografía
Ohio se encuentra ubicado en las coordenadas 43°25′31″N 74°56′39″O / 43.42528, -74.94417.

## Demografía
Según la Oficina del Censo en 2000 los ingresos medios por hogar en la localidad eran de $29,813, y los ingresos medios por familia eran $36,667. Los hombres tenían unos ingresos medios de $25,625 frente a los $22,153 para las mujeres. La renta per cápita para la localidad era de $13,641. Alrededor del 20.9% de la población estaban por debajo del umbral de pobreza.